# Zarządzanie kulturą
Zarządzanie kulturą – zgodnie z klasyfikacją OECD jest przynależną naukom humanistycznym, mieszczącą się w obszarze nauki o zarządzaniu dziedziną interdyscyplinarną, zawierającą elementy kulturoznawstwa, zarządzania, nauki o przedsiębiorstwie, nauki o komunikacji, nauk społecznych, a także teorii sztuki.
Osoby zarządzające kulturą zwykło określać się mianem – menedżerów kultury.

## Rozwój dziedziny
Zarządzanie kulturą to także nowy kierunek studiów wyższych rozwijający się od lat 90. XX wieku. „Cultural management” (Kulturmanagement, Management de la culture) jest szczególnie popularne w USA, Wielkiej Brytanii, Holandii czy Francji.
W Polsce podwaliny tej dziedziny naukowej i zajęć akademickich stworzył na Uniwersytecie Jagiellońskim profesor Emil Orzechowski, organizując w roku 1994 „Szkołę Zarządzania Kulturą”, rozwiniętą po piętnastu latach instytucjonalnych przekształceń w postać Instytutu Kultury Uniwersytetu Jagiellońskiego.